# Илисия
Илисия (греч. Ιλίσια) — район в восточной части Афин, граничит с районами Амбелокипи, Гуди, Панграти и общинами периферийной единицы Центральные Афины — Зографос и Кесариани. Часто район разделяют на верхнюю и нижнюю часть — соответственно Ано-Илисия (Άνω Ιλίσια) и Като-Илисия (Κάτω Ιλίσια). Ано-Илисия входит в Зографос.
Своё название Илисия получила благодаря реке Илисос, которая ещё до середины XX века протекала вдоль современных улиц Михалокопулу и Калироис, прямо перед входом в стадион «Панатинаикос». В 1960-х годах реку замуровали в бетон.
Илисия — один из самых густонаселенных районов города. Застройка очень плотная, преобладают многоэтажки. Однако есть и зеленые территории, в частности в окрестностях площадей Мадрида и Бразилии. Среди самых известных достопримечательностей — вилла Софии де Марбуа, герцогини Пьяченцы, а также действующий студгородок Афинского университета имени Каподистрии.

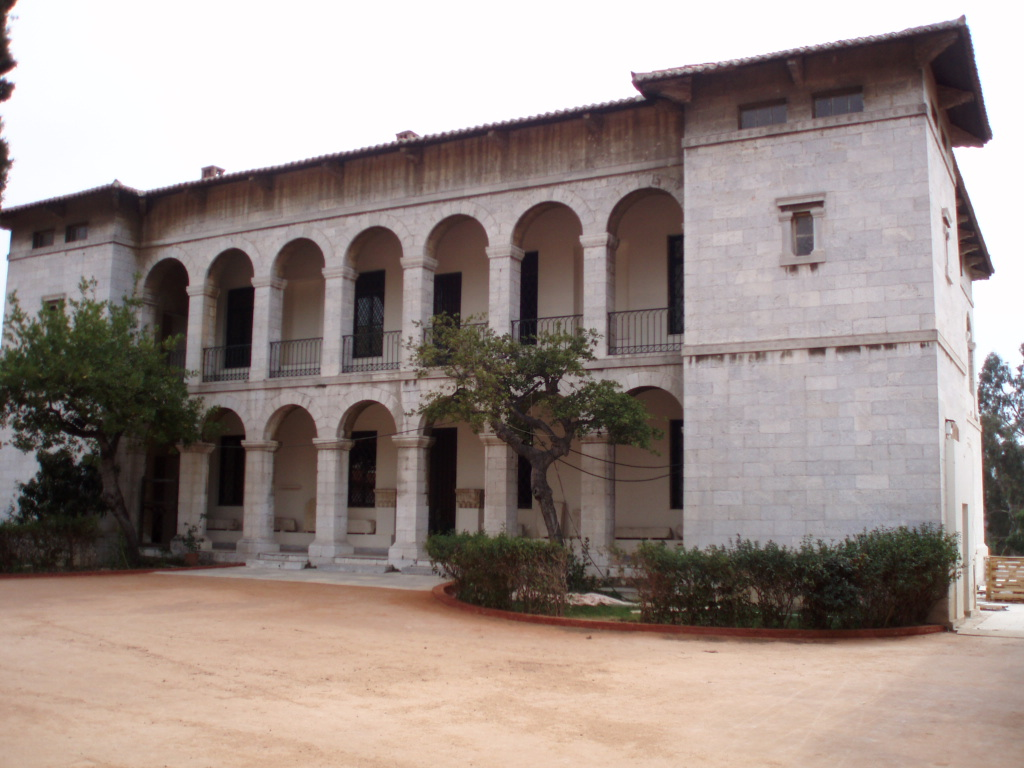
Вилла Софии де Марбуа, герцогини Пьяченцы, современный Византийский и христианский музей

Район обслуживается станцией «Мегаро-Мусикис» синей ветки афинского метрополитена.